# Giovanni Battista Sammartini
Giovanni Battista Sammartini (1700 nebo 1701 Milán – 15. leden 1775) byl italský hudební skladatel, varhaník, sbormistr a učitel hudby.

## Životopis
Giovanni Battista Sammartini se narodil v Miláně jako sedmé z osmi dětí francouzského emigranta a hobojisty Alexise Saint-Martina a Girolamy de Federici. Hudební vzdělání mu poskytl otec; Jeho první skladbou bylo několik vokálních děl která složil roku 1725; do dnešní doby se nedochovala. V roce 1728 získal místo kapelníka kongregace.
Sammartini se rychle proslavil jako chrámový skladatel a v 30. letech 18. století se stal známým i mimo hranice Itálie. Postupně byl činný v několika kostelech (přinejmenším osmi) a skládal hudbu, jež byla hrána při státních příležitostech a ve šlechtických domech. Ačkoliv se nikdy nevzdálil daleko od Milána, přišel do styku s mnoha významnými skladateli včetně J. C. Bacha, W. A. Mozarta, Luigi Boccheriniho a Glucka; ten byl v letech 1737 až 1741 jeho žákem.
Sammartini zemřel neočekávaně roku 1775. Ačkoliv byl ve své době vysoce oceňován, jeho hudba upadla rychle v zapomnění. Sammartiniho dílo znovu zkoumali teprve po roce 1913 muzikologové Fausto Torrefranca, Georges de Saint-Foix a Gaetano Cesari. Většina z jeho dochovaných děl byla paradoxně nalezena ve vydáních mimo jeho domovský Milán.

### Význam
Sammartiniho hudbu vysoce oceňovali mladší skladatelé včetně Johanna Christiana Bacha. Sammartini je zvláště spojován se vznikem symfonické formy; k ní přispěl jednak odklonem od krátkého stylu připomínajícího operní předehru, jednak zavedením nového vážného přístupu a použitím vyvíjejících se témat čímž předznamenal Haydna a Mozarta.
Často je zaměňován se svým bratrem Giuseppem, jenž byl podobně plodným skladatelem a jeho jméno mělo tutéž iniciálu.

## Inovační přínos
Sammartini je uznáván zejména v souvislosti se svými zásluhami o vznik symfonické formy, možná dokonce více nežli takzvaná mannheimská a vídeňská škola. Jeho přístup ke kompozici symfonie byl jedinečný v tom, že využil vlivu forem triové sonáty a koncertu, zatímco jiní skladatelé té doby vycházeli z tzv. italské předehry. Jeho hudba nikdy nepostrádala invenci a někdy předběhla pozdější směry vážné hudby jako například styl Sturm und Drang.

## Dílo
Sammartini byl velmi plodný skladatel. Zpočátku komponoval hudbu hlavně pro liturgické účely. Jeho dílo zahrnuje 4 opery, okolo 70 symfonií, 10 koncertů a několik komorních skladeb které patří k nejstarším komorním skladbám v historii hudby. V roce 2004 bylo známo asi 450 Sammartiniho skladeb, avšak mnoho dalších děl bylo ztraceno, zvláště duchovní a dramatická hudba. Jiné se mohly ztratit v důsledku vydání pod jménem jiného autora, zejména jeho bratra Giuseppe.
Sammartiniho skladby jsou označovány buď opusovými čísly která dostaly za jeho života nebo čísly J-C podle takzvaného Jenkins-Churginova katalogu. Některá Sammartiniho díla, včetně jednoho Magnificat, vydal poprvé Newell Jenkins (jenž byl také vydavatelem mj. hudby Vivaldiho, Paisiella a Boccheriniho).
Sammartiniho hudba se obvykle rozděluje do tří období podle stylu: rané období (1724-1739) odráží směs barokních a předklasicistních forem, střední období (1740-1758), ve kterém používá předklasicistní formy a období pozdní (1759-1774), v němž jeho hudba vykazuje klasicistní vlivy včetně Mozarta. Za nejvýznamnější a nejoriginálnější je považováno střední období; tyto skladby v "galantním" stylu jsou předzvěstí klasicistního období.

### Dochované skladby
- Opery
  - Memet (premiéra r. 1732, Lodi, Itálie), tragédie o třech jednáních. První věty dvou nejstarších známých Sammartiniho symfonií jsou použity jako předehry.
  - L'ambizione superata dalla virtu` (premiéra 26. prosince 1734, Teatro Regio Ducal, Milán), drama o třech jednáních.
  - L'Agrippina, moglie di Tiberio (premiéra leden 1743, Teatro Regio Ducal, Milán), hudební drama o třech jednáních
  - La gara dei geni (premiéra 28. května 1747, Teatro Regio Ducal, Milán) -dochovala se pouze jediná árie
- Sonáty (více než 50):
  - pro varhany
  - pro violoncello
  - pro housle
  - pro flétnu
- koncerty (10):
  - pro violoncello a pikolu
  - pro flétnu
  - pro housle
- Symfonie (nejméně 68)
- koncertina (7)
- pochody (4)
- menuety (4)
- smyčcové kvintety (6)
- flétnové a smyčcové kvartety (21)
- smyčcová tria (okolo 200)
- árie a skladby pro pěvecký sbor (9)
- kantáty (8)
- duchovní skladby (17)